# GEDCOM
GEDCOM (engl. GEnealogical Data COMmunication) ist die Spezifikation eines Datenformates, das den Austausch von Daten zwischen verschiedenen Computerprogrammen zur Genealogie (Ahnenforschung) ermöglicht.

## Beschreibung und Anwendungsbereich
Das GEDCOM-Format (Dateiendung .ged) ist rein textbasiert und enthält die Daten der einzelnen Personen eines Familienstammbaumes sowie Informationen über ihre familiären Beziehungen. Es wurde von der Kirche Jesu Christi der Heiligen der Letzten Tage (Mormonen) entwickelt, um ihre Mitglieder bei der Familienforschung zu unterstützen.
Viele Genealogieprogramme und genealogische Websites im Internet unterstützen dieses Datenformat.

## Versionen
Die Version 5.5 bzw. 5.5.1 ist derzeit für den Datenaustausch zwischen Programmen noch am Relevantesten. In der Kompatibilität gibt es signifikante Unterschiede. 
| Version | Datum      | Bemerkungen |
| ------- | ---------- | --- |
| 1.0     | 1985       | Entwurfsversion |
| 2.0     | 1985-12    | verwendet von PAF 2.0                                                                                                   |
| 2.1     | 1987-02    | verwendet von PAF 2.1                                                                                                   |
| 3.0     | 1987-10-09 | erster „Standard“ |
| 4.0     | 1989-08-04 | |
| 5.0     | 1991-09-25 | |
| 5.1     | 1992-09-18 | nur als Entwurfsfassung                                                                                                 |
| 5.3     | 1993-11-04 | nur als Entwurfsfassung                                                                                                 |
| 5.4     | 1995-08-21 | nur als Entwurfsfassung                                                                                                 |
| 5.5     | 1995-12-11 | am 10. Januar 1996 erschien eine korrigierte Fassung. Breite Anwendung im englischsprachigen Raum.                      |
| 5.5.1   | 2019-11-15 | Entwurf lag bereits seit Oktober 1999 vor Einheitliche Umsetzung/Interpretation durch deutsche Entwickler-Arbeitsgruppe |
| 6.0     | 2000-10-00 | inkompatibler Entwurf im XML-Format, keine Verwendung, siehe auch GEDCOM X                                              |
| 7.0.12  | 2023-02-23 | teilweise Neudefinition ab Juni 2021, Ortsdatensätze noch ungeregelt, derzeit für Entwickler                            |

Nachdem sich FamilySearch aus der weiteren Entwicklung zurückgezogen hatte, versucht die internationale Gruppe FHISO, sich als neue Standardisierungsorganisation zu etablieren. Zudem befasst sich auch eine Arbeitsgruppe deutscher Autoren von Genealogieprogrammen unter dem Dach des Vereins für Computergenealogie seit einiger Zeit mit einer Erneuerung des GEDCOM-Standards speziell für den deutschsprachigen Bereich.
Derzeit versuchen alle Beteiligten, bzw. Interessierten unter Koordination von FamilySearch die Version 7 auszudefinieren, damit diese der neue Standard werden kann. 

## Beispiel für den Satzaufbau
Das Grundkonzept des GEDCOM-Formates zum Datenaustausch basiert auf der Trennung von Personen und ihrer Beziehung zueinander. Personen (Individual INDI) werden hier markiert mit Buchstabe I und einer eindeutigen Referenznummer. Ihre Beziehung wird als Familie (Family FAM) mit Buchstabe F und Referenznummer gekennzeichnet.
Angenommen, Martina Musterfrau ist mit Max Mustermann verheiratet, und die Eheleute haben die gemeinsame Tochter Monika. Dann werden die Daten der drei Personen (jeweils beginnend mit 0 in der ersten Spalte, der eindeutigen Nummer @I1@, @I2@ bzw. @I3@ und der abschließenden Kennung INDI) sowie der Ehe (beginnend mit 0 in der ersten Spalte, der eindeutigen Nummer @F1@ und der Kennung FAM) folgendermaßen codiert:
```
0 HEAD

0 @I1@ INDI
  1 NAME Martina /Musterfrau/
  1 SEX F
  1 BIRT
    2 DATE 1 JAN 1980
    2 PLAC Musterstadt
  1 FAMS @F1@

0 @I2@ INDI
  1 NAME Max /Mustermann/
  1 SEX M
  1 BIRT
    2 DATE 1 JAN 1979
    2 PLAC Musterstadt
  1 FAMS @F1@

0 @I3@ INDI
  1 NAME Monika /Mustermann/
  1 SEX F
  1 BIRT
    2 DATE 1 APR 2001
    2 PLAC Musterstadt
  1 FAMC @F1@

0 @F1@ FAM
  1 HUSB @I2@
  1 WIFE @I1@
  1 CHIL @I3@
  1 MARR
    2 DATE 30 JUN 2000
    2 PLAC Musterstadt

```

Die Angabe von HEAD wird von einigen Programmen zwingend verlangt. Andernfalls wird die GEDCOM-Datei als ungültig abgelehnt.
Neben diesen einfachen Grundstrukturen bietet der Standard eine Vielzahl weiterer Feldnamen (Tags) und Referenzen, beispielsweise für Multimedia-Dateien oder Quellenangaben.